# Marlena Hajduk
Marlena Hajduk (ur. 21 listopada 1989 w Zabrzu) – polska piłkarka, grająca na pozycji obrońcy. Obecnie występuje w GKS-ie Katowice.
Grę w piłkę rozpoczynała na podwórku, później trenowała z chłopcami w Walce Zabrze. Od 2003 zaczęła grać w KKS-ie Zabrze. Latem 2008 przeszła do Gola Częstochowa, a rok później do RTP Unii Racibórz, z którą w sezonach 2009/10 oraz 2010/11 świętowała zdobycie mistrzostwa Polski oraz Pucharu Polski. Wraz z rozpoczęciem sezonu 2011/12 przeszła do Górnika Łęczna w barwach którego zdobyła trzy brązowe oraz trzy srebrne medale Mistrzostw Polski, a także dwukrotnie dotarła do półfinału i trzykrotnie do finału Pucharu Polski. Od sezonu 2017/18 Marlena reprezentuje barwy ekstraklasowego GKS-u Katowice, z którym w 2023 oraz w 2025 zdobyła mistrzostwo Polski.

## Sukcesy klubowe
Mistrzostwo Polski (2009/10, 2010/11, 2022/23, 2024/25)
Wicemistrzostwo Polski (2013/14, 2015/16, 2016/17, 2023/24)
Brązowy medal Mistrzostw Polski (2011/12, 2012/13, 2014/15)
Puchar Polski (2009/10, 2010/11, 2023/24)
Finał Pucharu Polski Kobiet (2014/15, 2015/16, 2016/17)
Półfinał Pucharu Polski Kobiet (2011/12, 2013/14)